# Ilwad Elman
Ilwad Elman (em somali:  Ilwaad Elman, nascida em 1989, na Somália) é uma ativista social somali-canadense. Ela trabalha no Elman Peace and Human Rights Center, em Mogadíscio, na Somália, ao lado de sua mãe, Fartuun Adan, fundadora da ONG. Ela foi eleita a Jovem Personalidade Africana (Feminina) do Ano durante os Prêmios da Juventude Africana de 2016 e de 2019.

## Vida pessoal
Ilwad Elman nasceu entre 1989, em Mogadíscio, Somália. Uma das quatro filhas do falecido empresário e ativista pela paz Elman Ali Ahmed e da ativista social Fartuun Adan. Em 1990, seus pais fundaram a Organização Elman Peace. Sua iniciativa "Largue a arma, pegue a caneta" (Drop the Gun, Pick Up the Pen) contribuiu para o desarmamento e a reabilitação de milhares de jovens membros da milícia do Clã.
Seu pai era um empresário local e ativista pela paz, que trabalhou em projetos de paz após a eclosão da guerra civil da Somália. Em seu negócio de venda de geradores elétricos, ele empregou muitos jovens que salvou de servirem como soldados dos senhores da guerra locais. Em 1996, durante o auge da guerra civil da Somália, ele foi morto perto da casa da família, no sul da cidade de Mogadíscio, capital da Somália. Em 1999, para proteger a família da crescente violência na Somália, sua mãe emigrou para o Canadá com ela e suas irmãs.
Sua mãe voltou para a Somália em 2007 para continuar o trabalho de Elman Peace e defender a paz e os direitos humanos. Ela voltou em 2010, para ajudar sua mãe na Organização Elman Peace. Naquele momento, o conflito ainda era intenso e a maioria das regiões de Mogadíscio e do Centro-Sul da Somália haviam sido perdidas para o controle do grupo terrorista Al-Shabaab, ligado à Al-Qaeda. Gradualmente, a organização foi pioneira em toda a Somália nas prioridades temáticas sobrepostas de paz e justiça, clima e segurança, direitos humanos e proteção, questões de gênero e igualdade, educação, meios de subsistência e criação de empregos.
Em 20 de novembro de 2019, as autoridades locais confirmaram que uma de suas irmãs, Almaas Elman, que também havia retornado à Somália como trabalhadora humanitária, foi morta a tiros em um carro, perto do Aeroporto Internacional Aden Adde, em Mogadíscio.

## Carreira
Em homenagem a seu pai, Elman Ali Ahmed, a família estabeleceu o Elman Peace & Human Rights Center (EPHRC), em Mogadíscio. A mãe Fartuun Adan é a Diretora Executiva da ONG, e ela é a Diretora de Programas e Desenvolvimento. Ela é responsável por projetar e supervisionar os programas do Centro, que tem um amplo portfólio focado em:
- Direitos humanos
- justiça de gênero
- Proteção de Civis
- Paz e Segurança
- Empreendedorismo Social

Ela e sua mãe também fundaram e administram a Sister Somalia, uma subsidiária do Elman Peace and Human Rights Center, que oferece assistência a sobreviventes de violência sexual e de gênero. Primeiro programa de atendimento a vítimas de violência de gênero do país, oferece aconselhamento, apoio de saúde e moradia para mulheres carentes. O trabalho de Elman ajudou a aumentar a conscientização local sobre o assunto e encorajou mudanças na política governamental. Ela também realizou workshops educacionais para membros vulneráveis da sociedade e projetou e implementou projetos que promovem oportunidades alternativas de subsistência para jovens e idosos. Em 2022, existem centros em oito regiões da Somália, que oferecem aconselhamento psicossocial e atendimento médico de emergência. Para o grande número de bebês abandonados nas ruas de Mogadíscio logo após o nascimento, as duas mulheres criaram um lar que oferece um ambiente acolhedor. Fartuun Adan e Ilwad Elman continuam comprometidas com a reintegração de ex-combatentes, incluindo crianças soldados. Um dos focos são as atividades destinadas a restaurar a saúde mental, usando novas formas de terapia.
Em 2011, ao lado de outros 76 ativistas de 36 nações diferentes da África, Ilwad Elman representou a Somália durante a campanha "Climb Up, Speak OUT", no Monte Kilimanjaro, montanha mais alta da África. O evento foi organizado pela UNite Africa sob a UNwomen e terminou com os participantes se comprometendo a acabar com a violência contra mulheres e meninas.
Em meados de 2012, Mogadíscio realizou sua primeira conferência de Tecnologia, Entretenimento e Design (TEDx). O evento foi organizado pelo First Somali Bank para mostrar melhorias nos negócios, desenvolvimento e segurança para potenciais investidores somalis e internacionais. Ilwad Elman foi apresentada como palestrante convidada, onde explicou o papel da Sister Somália no processo de reconstrução do país pós-conflito.
Em 2013, Ilwad Elman também foi destaque no documentário Through the Fire, junto com Hawa Abdi e Edna Adan Ismail. Ela também apareceu no filme Live From Mogadishu, de 2014, que se concentra no Mogadishu Music / Peace Festival, de março de 2013. Organizado pelo conjunto Waayaha Cusub e pelo filantropo Bill Brookman, foi o primeiro festival internacional de música a ser realizado na capital da Somália em anos.
Além de suas funções na Elman Peace, Ilwad Elman é uma defensora da mais recente iniciativa da fundação Kofi Annan chamada Extremely Together, onde ela e outros 9 líderes jovens sob a orientação do Sr. Kofi Annan estão prevenindo o extremismo violento inspirando, envolver e capacitar jovens globalmente.
Ilwad Elman também atua como presidente do Grupo de Gerenciamento de Casos de Violência de Gênero para Proteção à Criança em Mogadíscio; é membro fundadora do Comitê Consultivo para Pesquisa de Normas Sociais de Violência Baseada em Gênero na Somália e no Sudão do Sul, é membro da rede internacional de profissionais para registro de vítimas civis, especialista na Women Waging Peace Network for Inclusive Security e consultora estratégica membro do grupo na área de responsabilidade global de proteção à criança.
Ela serve como embaixadora do One Young World na Somália desde 2013; concluiu a principal bolsa de estudos do presidente Barack Obama na Casa Branca para jovens líderes africanos em 2014 e, no mesmo ano, foi nomeada embaixadora da juventude na Somália para acabar com a violência sexual em conflitos.
Em um relatório exclusivo, em maio de 2016, o The Washington Post descreveu o papel de Elman e do Elman Center na reabilitação de meninos, que haviam sido libertados de servir como crianças-soldados, para senhores da guerra, apenas para serem recrutados secretamente para servir como espiões da nova agência de inteligência da Somália.
Ilwad Elman informou o debate do Conselho de Segurança da ONU sobre a Proteção de Civis em 2015; foi a primeira vez que uma representante da sociedade civil foi convidada a falar sobre o assunto perante o Conselho de Segurança, bem como a primeira vez que o debate temático anual enfocou o empoderamento e a participação das mulheres. Mais tarde, ela co-escreveu a Agenda de Ação da Juventude no Combate ao Extremismo Violento, que foi citada na histórica Resolução 2.250 do Conselho de Segurança da ONU sobre juventude, paz e segurança (UNSCR 2250). Em agosto de 2016, Ilwad Elman foi nomeada pelo secretário-geral da ONU, Ban Ki-Moon, consultora especialista em Juventude, Paz e Segurança e foi encarregada de aconselhar um estudo para desenvolver uma estratégia sobre a UNSCR 2250.
Da linha de frente do conflito e muitas vezes diante de inseguranças extremas; Ilwad Elman continua a inovar os esforços de defesa do EPHRC. Através do efeito combinado das intervenções programáticas de base que ela projeta, bem como sua defesa global; ela desencadeou movimentos nacionais internamente e atraiu a atenção internacional externamente para produzir ações em direção a soluções duradouras para o sofrimento humano e a crise prolongada na Somália.

### Atuação
Atuação de Ilwad Elman:
- Membro do Conselho Global da UNICEF para “Generation Unlimited” sobre emprego, treinamento e educação;
- Presidente do Grupo de Gestão de Casos de Proteção à Criança e Violência de Gênero, em Mogadíscio;
- Membro fundador do Advisory Committee for Researching Gender-Based Violence Social Norms, na Somália e no Sudão do Sul;
- Membro fundadora e membro do comitê gestor do Tratado de Toda Mulher – uma campanha global para acabar com a violência contra mulheres e meninas;
- Um membro da rede internacional de profissionais para registro de vítimas civis;
- Especialista na Women Waging Peace Network for Inclusive Security;
- Consultora do Hedayah Center, com sede nos Emirados Árabes Unidos;
- Jovem embaixadora mundial na Somália desde 2013;
- Principal bolsista da Casa Branca do presidente Barack Obama para jovens líderes africanos;
- Bolsista do Programa de Líderes Internacionais, do Ministério das Relações Exteriores do Reino Unido, de 2018 a 2019.

## Prêmios e reconhecimento
- 2014 - Nomeada YALI Fellow pelo Departamento de Estado dos Estados Unidos.[17]
- 2015 - Prêmio Gleitsman de Ativismo Internacional, da Harvard Kennedy School, Center for Public Leadership.[28]
- 2016 - Prêmio Right the Wrongs, Oxfam America.[2]
- 2016 - Prêmio Jovem Africana do Ano.[29]
- 2017 - 100 Jovens Africanos mais influentes.[30]
- 2017  - BET Global Good Star Award.[31]
- 2018 - Convidada a participar do Programa de Líderes Internacionais, do Foreign and Commonwealth Office, do Reino Unido.[32]
- Finalista do Prêmio Aurora por despertar a humanidade.[33]
- 2018 - Prêmio de Jovem Mulher mais Inspiradora.[2]
- 2019 - 100 Jovens Africanos mais influentes.[2]
- 2019 - Indicada ao Prêmio Nobel da Paz.[2]
- 2020 - Lista das 100 mulheres da BBC.[34]